# Barylypa unidentata
Barylypa unidentata là một loài tò vò trong họ Ichneumonidae.